# 西湖南山造像
西湖南山造像位于中国浙江省杭州市，因其多位于西湖南岸的群山之中而得名，现保存有数处五代时雕刻的石刻造像，是江南地区最富代表性的摩崖石刻艺术作品之一。其中，慈云岭造像、烟霞洞造像、天龙寺造像三处于2006年5月25日入选全国重点文物保护单位，归入第二批全国重点文物保护单位飞来峰造像。
- 慈云岭造像
- 慈云岭造像主龛
- 天龙寺造像
- 天龙寺造像主龛